# Мамадбокиров, Мамадбокир Карамалишоевич
Мамадбо́кир Карамалишо́евич Мамадбо́киров (род. 10 октября 1963 — 2022 мая) — бывший командир сил самообороны, реинтегрированный в таджикские погранвойска. Был одним из неформальных лидеров в Горно-Бадахшанской автономной области.

## Биография
О жизни Мамадбокира Мамадбокирова известно не так много, но ясно, что он родился в 1963 году в Хороге Таджикской ССР.
Мамадбокиров одно время после гражданской войны в Таджикистане служил в государственной пограничной службе, но в последние годы не занимал государственного поста.
Сам Мамадбокиров говорил, что в то время когда он был командиром пограничного отряда в Мургабском районе, внёс свой вклад в открытии дороги на Кульму и пресечении незаконного наркооборота.
Мамадбокиров пользовался большим уважением среди широкой части населения области.

## Убийство
Мамадбокир Мамадбокиров был убит 22 мая 2022 года в Хороге после подавления властями протестов в Горном Бадахшане. Как стало известно из проверенных источников, опальный полковник примерно в 17:00 вышел из дома, расположенного в микрорайоне Бархорог на прогулку. Чтобы не привлекать излишнего внимания и не подвергать опасности жизни своих близких, он категорически запретил сопровождать себя. Проигнорировав настойчивые просьбы своих родных и сторонников, настаивавших на дополнительных мерах предосторожности, заявив, что просто хочет пройтись по улицам своего детства.
В местечке, известном под названием Бойня, к прогуливающемуся безоружному Мамадбокирову, неожиданно подъехал пикап, из которого вышли предположительно 4 сотрудника спецслужб Таджикистана. Они окружили полковника и без предупреждения открыли огонь на поражение. Мамадбокиров получил множественные огнестрельные ранения и скончался на месте. Он был доставлен в больницу, где врачи констатировали смерть полковника.
В течение шести месяцев, предшествовавших убийству, на Мамадбокира Мамадбокирова было совершенно несколько покушений.

## Международная реакция
- Корпус стражей исламской революции Ирана (КСИР) в своем Telegram канале сообщил о терроре лидера шиитов в Хороге (спецслужбами Таджикистана) Мамадбокира Мамадбокирова[8].
- Катаиб Хезболла выразила соболезнования в связи с гибелью в Хороге бадахшанского лидера, полковника Мамадбокира Мамадбокирова[9].
- Иранское СМИ khabaronline о терроре Мамадбокира Мамадбокирова[10].
- Иракское телевидение Aletejah TV[англ.] сообщило о «мученической гибели таджикского шиитского лидера Мухаммада Бакира в ходе операции в Таджикистане».

Лидер таджикских шиитов, полковник Мухаммад Бакир, один из самых известных шиитских лидеров в Бадахшанской области, был убит в воскресенье в ходе спецоперации в городе Хорог, Таджикистан, — говорится в сообщении иракского телевидения. — Примечательно, что в Хороге наблюдается шиитское движение с требованием отставки губернатора города, но правительственные силы подавили протестующих, убив и ранив десятки человек….